# Hanna Falk
Hanna Falk (* 5. Juli 1989 in Ulricehamn) ist eine ehemalige schwedische Skilangläuferin.

## Werdegang
Nach guten Resultaten im Juniorenbereich wurde Falk im Alter von 18 Jahren erstmals für einen Weltcupwettbewerb nominiert. Im März 2007 startete sie im Sprintwettbewerb im heimischen Stockholm. Sie scheiterte jedoch als 49. klar an der Qualifikation für die Finalläufe. Bei ihrer ersten Juniorenweltmeisterschaften 2008 in Mals erreichte sie das Halbfinale im Sprintwettbewerb und belegte am Ende den achten Platz. Über die 5 Kilometer klassisch wurde sie 27. und über die 10 Kilometer Freistil (Massenstart) 23. Mit der schwedischen Staffel gewann sie die Silbermedaille hinter Norwegen. 2009 erreichte sie das Sprintfinale bei den Juniorenweltmeisterschaften 2009 in Le Praz-de-Lys-Sommand und verpasste als Fünfte knapp ihre erste Einzelmedaille. Nach einem 30. Platz über 5 Kilometer Freistil konnte sie mit der schwedischen Mannschaft erneut die Silbermedaille gewinnen. Zu Beginn der Saison 2009/10 wurde Falk für das Sprintteam der schwedischen Weltcup-Mannschaft nominiert. Gleich bei ihrem ersten Einsatz im finnischen Kuusamo überstand sie die Qualifikation und verpasste in ihrem Halbfinale nur knapp den Einzug in das Finale. Mit dem siebenten Platz gewann sie zum ersten Mal in ihrer Karriere Weltcuppunkte. Eine Woche später startete sie beim Weltcup in Düsseldorf. Dort erreichte sie bei ihrem insgesamt erst dritten Weltcupstart den Finallauf, wo sie sich überraschend gegen Natalja Korosteljowa und Vesna Fabjan durchsetzen konnte. Nach ihrem ersten Weltcuptriumph wurde sie auch im Teamsprint zusammen mit Ida Ingemarsdotter nur von dem italienischen Team geschlagen. Im Januar 2010 siegte sie im Sprint in Otepää. Bei den Olympischen Winterspielen 2010 in Vancouver belegte sie den 29. Platz im Sprint. Zum Saisonende errang sie den 40. Platz beim Weltcupfinale in Falun und erreichte den 20. Platz im Gesamtweltcup und den fünften Platz im Sprintweltcup. Im Sommer 2010 gewann sie beim Rollerski-Weltcup im Sprint in Aure. In der Saison 2010/11 kam sie bei Weltcupsprints, viermal unter die ersten Zehn, darunter Platz zwei in Otepää und erreichte zum Saisonende den zehnten Platz im Sprintweltcup. Bei den nordischen Skiweltmeisterschaften 2011 in Oslo belegte sie den 11. Platz im Sprint. In der Saison 2011/12 konnte sie nicht an ihre gewohnten Leistungen anknüpfen, im Februar wurde eine bakterielle Infektion als Ursache festgestellt.  In der folgenden Saison kam sie im Weltcup zweimal in die Punkteränge. Ihr bestes Resultat dabei war der zehnte Platz im Sprint in Québec.
In der Saison 2013/14 startete Falk vorwiegend im Scandinavian-Cup. Dabei holte sie zwei Siege und erreichte den zehnten Platz in der Gesamtwertung. Im Januar 2014 wurde sie schwedische Meisterin im Sprint. Nach Platz 59 bei der Nordic Opening in Lillehammer zu Beginn der Saison 2014/15, kam sie bei allen Teilnahmen im Weltcup in die Punkteränge. Ihre beste Platzierung dabei war der fünfte Platz in Davos. Bei den nordischen Skiweltmeisterschaften 2015 in Falun wurde sie im Sprint aufgrund eines Fehlstarts disqualifiziert und belegte damit den 94. Platz. Die Saison beendete sie auf dem 31. Platz im Gesamtweltcup und auf dem achten Rang im Sprintweltcup. In der Saison 2015/16 errang sie den 17. Platz bei der Nordic Opening in Ruka und den 32. Platz bei der Ski Tour Canada. Ihre beste Saisonplatzierung im Weltcup war der vierte Rang im Sprint in Stockholm. Zum Saisonende kam sie auf den 26. Platz im Gesamtweltcup und auf den 11. Rang im Sprintweltcup. Zu Beginn der Saison 2016/17 belegte sie den 34. Platz bei der Weltcup-Minitour in Lillehammer. Dabei wurde sie Dritte bei der Sprintetappe. Auch beim folgenden Weltcup in Davos konnte sie im Sprint den dritten Platz belegen. Anfang Januar 2017 startete sie in Lahti im Scandinavian-Cup. Dabei gewann sie im Sprint und errang über 10 km klassisch den zweiten Platz. Es folgte beim Weltcup in Toblach der dritte Platz im Sprint und der zweite Rang zusammen mit Ida Ingemarsdotter im Teamsprint und in Ulricehamn der dritte Platz mit der Staffel. Bei den nordischen Skiweltmeisterschaften 2017 in Lahti kam sie auf den 15. Platz über 10 km klassisch und auf den vierten Rang im Sprint. Im März 2017 gelang ihr in Drammen der dritte Platz im Sprint und bei der Sprintetappe beim Weltcup-Finale in Québec, die sie auf dem 32. Platz in der Gesamtwertung beendete, ebenfalls der dritte Platz. Die Saison beendete sie auf dem 20. Platz im Gesamtweltcup und auf dem dritten Rang im Sprintweltcup. Ende März 2017 wurde sie in Umeå zusammen mit Maria Nordström schwedische Meisterin im Teamsprint. Nach Platz 26 beim Ruka Triple zu Beginn der Saison 2017/18, siegte sie im Sprint in Dresden und errang dort zudem den zweiten Platz zusammen mit Stina Nilsson im Teamsprint. In  Lahti wurde sie Dritte im Sprint. Bei den Olympischen Winterspielen 2018 in Pyeongchang lief sie auf den 21. Platz über 10 km Freistil und auf den fünften Rang im Sprint. Beim Weltcupfinale in Falun errang sie den 25. Platz. Dabei gewann sie die Sprintetappe und beendete die Saison auf dem 20. Platz im Gesamtweltcup und auf dem vierten Rang im Sprintweltcup.
In der Saison 2018/19 kam Falk mit neun Platzierungen in den Punkterängen auf den 44. Platz im Gesamtweltcup und auf den 20. Rang im Sprintweltcup. Beim Weltcup in Lahti wurde sie zusammen mit Evelina Settlin Dritte im Teamsprint. Im Februar 2019 wurde sie in Sundsvall schwedische Meisterin im Sprint und belegte beim Saisonhöhepunkt, den Nordischen Skiweltmeisterschaften 2019 in Seefeld in Tirol, den 13. Platz im Sprint.
Den Großteil der Saison 2019/20 verpasste Falk, da sie sich aufgrund anhaltender Rückenschmerzen einer Operation unterziehen musste. Beim letzten ausgetragenen Weltcupsprint der Saison in Drammen gab sie ihr Comeback im Weltcup und belegte dort den 30. Platz.

## Erfolge

### Siege bei Weltcuprennen

#### Weltcupsiege im Einzel
| Nr. | Datum            | Ort        | Disziplin        |
| --- | ---------------- | ---------- | ---------------- |
| 1.  | 5. Dezember 2009 | Düsseldorf | Sprint Freistil  |
| 2.  | 17. Januar 2010  | Otepää     | Sprint klassisch |
| 3.  | 13. Januar 2018  | Dresden    | Sprint Freistil  |

#### Etappensiege bei Weltcuprennen
| Nr. | Datum         | Ort   | Disziplin              | Rennen              |
| --- | ------------- | ----- | ---------------------- | ------------------- |
| 1.  | 16. März 2018 | Falun | 1,4 km Sprint Freistil | Weltcup-Finale 2018 |

### Siege bei Continental-Cup-Rennen
| Nr. | Datum            | Ort      | Disziplin               | Serie            |
| --- | ---------------- | -------- | ----------------------- | ---------------- |
| 1.  | 8. Februar 2014  | Meraaker | 1,2 km Sprint klassisch | Scandinavian Cup |
| 2.  | 22. Februar 2014 | Otepää   | 1 km Sprint klassisch   | Scandinavian Cup |
| 3.  | 7. Januar 2017   | Lahti    | 1 km Sprint Freistil    | Scandinavian Cup |

## Teilnahmen an Weltmeisterschaften und Olympischen Winterspielen

### Olympische Spiele
- 2010 Vancouver: 29. Platz Sprint klassisch
- 2018 Pyeongchang: 5. Platz Sprint klassisch, 21. Platz 10 km Freistil

### Nordische Skiweltmeisterschaften
- 2011 Oslo: 11. Platz Sprint Freistil
- 2015 Falun: 94. Platz Sprint klassisch
- 2017 Lahti: 4. Platz Sprint Freistil, 15. Platz 10 km klassisch
- 2019 Seefeld in Tirol: 13. Platz Sprint Freistil

## Platzierungen im Weltcup

### Weltcup-Statistik
Die Tabelle zeigt die erreichten Platzierungen im Einzelnen.
- 1.–3. Platz: Anzahl der Podiumsplatzierungen
- Top 10: Anzahl der Platzierungen unter den ersten zehn
- Punkteränge: Anzahl der Platzierungen innerhalb der Punkteränge
- Starts: Anzahl gelaufener Rennen in der jeweiligen Disziplin
- Hinweis: Bei den Distanzrennen erfolgt die Einordnung gemäß FIS.

| Platzierung         | Distanzrennen a | Distanzrennen a | Distanzrennen a | Distanzrennen a | Distanzrennen a | Skiathlon Verfolgung | Sprint | Etappen- rennen b | Gesamt | Team   | Team    |
| Platzierung         | ≤ 5 km          | ≤ 10 km         | ≤ 15 km         | ≤ 30 km         | > 30 km         | Skiathlon Verfolgung | Sprint | Etappen- rennen b | Gesamt | Sprint | Staffel |
| ------------------- | --------------- | --------------- | --------------- | --------------- | --------------- | -------------------- | ------ | ----------------- | ------ | ------ | ------- |
| 1. Platz            |                 |                 |                 |                 |                 |                      | 4      |                   | 4      |        |         |
| 2. Platz            |                 |                 |                 |                 |                 |                      | 1      |                   | 1      | 3      |         |
| 3. Platz            |                 |                 |                 |                 |                 |                      | 6      |                   | 6      | 1      | 1       |
| Top 10              |                 | 1               |                 |                 |                 |                      | 36     |                   | 37     | 11     | 2       |
| Punkteränge         | 2               | 8               |                 |                 |                 | 4                    | 67     | 3                 | 84     | 12     | 2       |
| Starts              | 7               | 16              | 1               |                 |                 | 15                   | 74     | 8                 | 121    | 12     | 2       |
| Stand: Karriereende |                 |                 |                 |                 |                 |                      |        |                   |        |        |         |

### Weltcup-Gesamtplatzierungen
| Saison  | Gesamt | Gesamt | Distanz | Distanz | Sprint | Sprint |
| Saison  | Punkte | Platz  | Punkte  | Platz   | Punkte | Platz  |
| ------- | ------ | ------ | ------- | ------- | ------ | ------ |
| 2009/10 | 338    | 20.    | -       | -       | 338    | 5.     |
| 2010/11 | 232    | 33.    | -       | -       | 232    | 10.    |
| 2011/12 | 2      | 111.   | -       | -       | 2      | 77.    |
| 2012/13 | 30     | 81.    | -       | -       | 30     | 48.    |
| 2013/14 | 70     | 63.    | -       | -       | 70     | 35.    |
| 2014/15 | 217    | 31.    | -       | -       | 217    | 8.     |
| 2015/16 | 310    | 26.    | 48      | 37.     | 234    | 11.    |
| 2016/17 | 420    | 20.    | 61      | 41.     | 359    | 3.     |
| 2017/18 | 384    | 20.    | 31      | 55.     | 331    | 4.     |
| 2018/19 | 161    | 44.    | 7       | 76.     | 154    | 20.    |
| 2019/20 | 1      | 124.   | -       | -       | 1      | 91.    |
| 2020/21 | 90     | 47.    | -       | -       | 90     | 18.    |